# 55810 Fabiofazio
55810 Fabiofazio è un asteroide della fascia principale. Scoperto nel 1994, presenta un'orbita caratterizzata da un semiasse maggiore pari a 2,3236702 au e da un'eccentricità di 0,2182475, inclinata di 23,03712° rispetto all'eclittica.
L'asteroide è dedicato al celebre conduttore televisivo Fabio Fazio.